# Dépôt de gerbe à la femme du Soldat inconnu

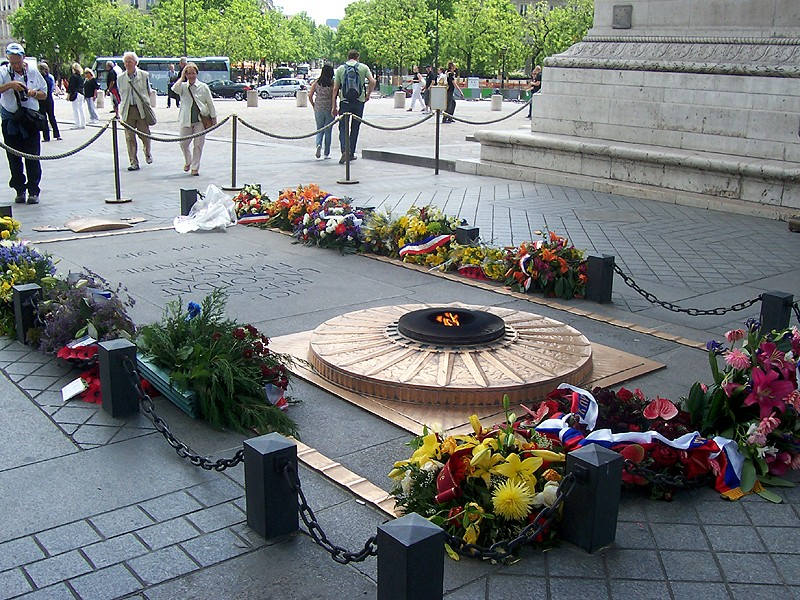
La tombe du Soldat inconnu.

La tentative de dépôt de gerbe à la femme du Soldat inconnu est la première action médiatique du Mouvement de libération des femmes (MLF), le 26 août 1970 à Paris. Le projet visait à déposer des fleurs en hommage à « la femme du Soldat inconnu », sur la tombe de celui-ci, au pied de l'Arc de triomphe à Paris. Cette action est réalisée par neuf femmes, dont Cathy Bernheim, Christine Delphy et Monique Wittig,,. Elles sont cependant arrêtées par la police au cours de leur progression vers l'Arc de triomphe et le dépôt de gerbe n'a pas lieu.

## Contexte
La manifestation est organisée en solidarité avec la grève générale des femmes américaines, qui se tient le 26 août 1970, à l’occasion du cinquantième anniversaire de l'obtention du droit de vote des femmes aux États-Unis. À New York, les manifestantes revendiquent l'égalité entre hommes et femmes et manifestent contre le « devoir conjugal »,. 

## Déroulement
Les manifestantes se rassemblent place de l'Étoile le 26 août 1970, dans la soirée selon Le Monde, aux alentours de midi selon le témoignage de Christine Delphy, vers 17 h 30 selon Causette. Elles arborent quatre banderoles sur lesquelles on peut lire « Un homme sur deux est une femme » ; « Solidarité avec les femmes en grève aux USA » ; ou encore « Il y a plus inconnu que le Soldat inconnu, sa femme ». Christine Delphy porte une énorme gerbe de fleurs, entourée d'un large ruban violet : « À la femme inconnue du Soldat, les femmes en lutte ».
Des policiers les empêchent de déposer la gerbe et les entraînent dans le pilier gauche de l'Arc de triomphe, où se trouve un poste de police. Elles sont ensuite transférées dans un poste de police en bas de l'avenue des Champs Élysées. Elles chantent des chansons pendant leur garde à vue. Christine Delphy raconte : « Ils ne savaient absolument pas quoi faire de nous, ils ne comprenaient pas. Certains se sentaient insultés par la banderole « un homme sur deux est une femme » : ils croyaient qu’on les traitait d’homosexuels » Elles sont ensuite emmenées au commissariat du 8e arrondissement de Paris, dont elles sont rapidement libérées,. Anne Zelensky indiquera en 2004 : « On violait un espace tellement sacré dans la patriarchie ».

## Participantes
Certains médias parlent d'une trentaine de femmes : il y en a neuf en réalité, dont la liste diffère selon les sources. Sont citées systématiquement Cathy Bernheim, Christine Delphy et Monique Wittig, mais aussi Christiane Rochefort et l’Américaine Namascar Shaktini, à l'époque connue sous le nom Margaret Stephenson, ou encore Monique Bourroux, Julie Dassin, Janine Sert,  Emmanuèle de Lesseps et Anne Zelensky.

## Traitement médiatique
Cette action très symbolique est relayée par plusieurs journaux, pour certains comme L'Aurore et France-Soir en une. Une journaliste de L'Aurore en particulier aide à donner un écho à l'événement, l'actualité étant par ailleurs assez calme. La journaliste Marianne Lohse de France-Soir précise que « plusieurs [manifestantes] sont jeunes et jolies ».
La télévision nationale réalise un court reportage sur la manifestation au Journal de 20 heures de l'ORTF.

## Postérité
La manifestation constitue la première action visible du MLF,,. Elle est considérée comme l'acte de naissance du mouvement,, qui participe à le faire connaître, et entraîne une multiplication des adhésions. En septembre 1970, l'assemblée générale qui se tient aux Beaux-Arts de Paris réunit plus de cent femmes.